# Поліс

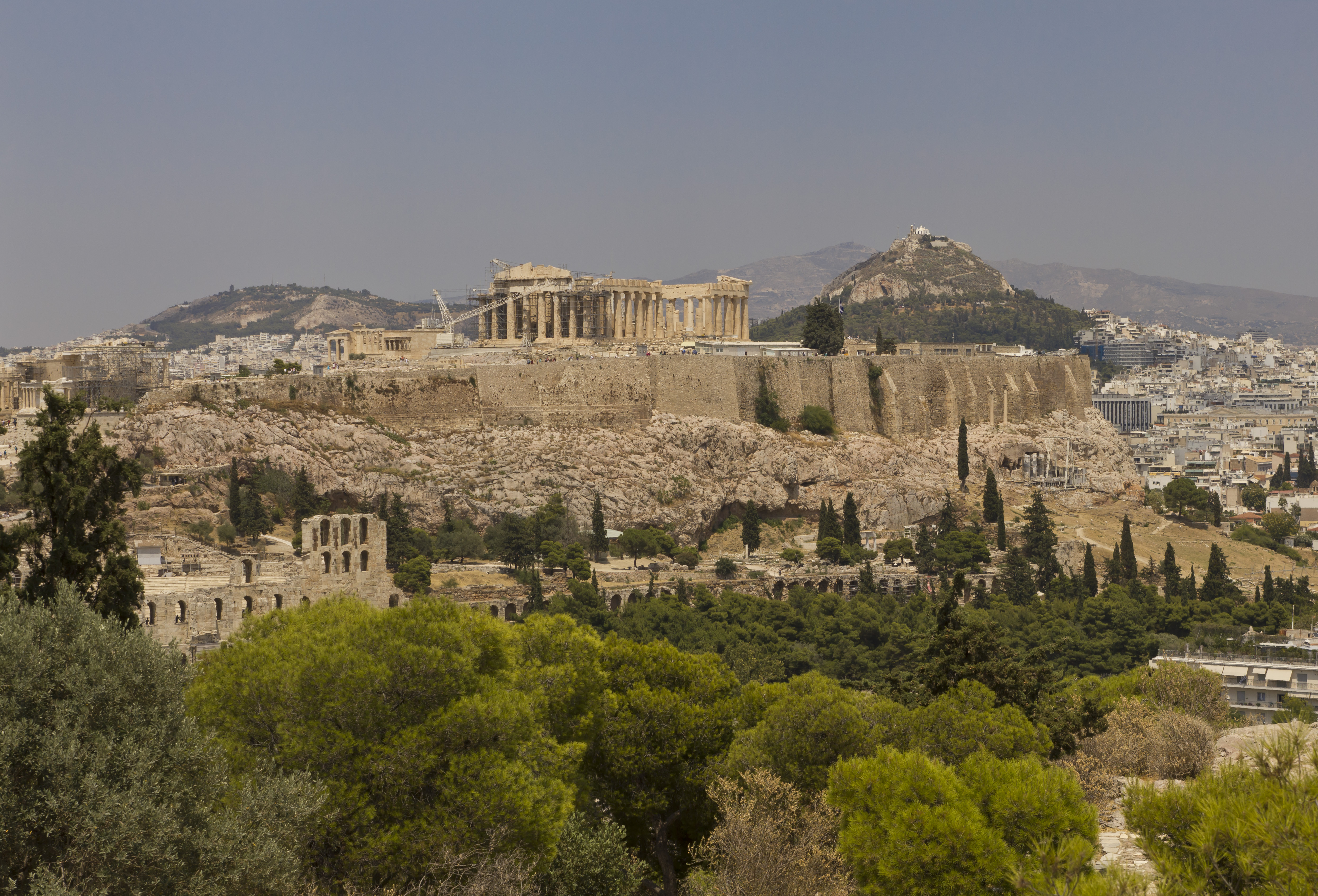
Сучасний центр Афінського полісу

По́ліс (фінік. , грец. πόλις, лат. civitas)  в сучасному значенні — місто-держава, міська громада; звідси політія — особлива форма соціально-економічної та політичної організації суспільства, типова для Стародавньої Греції та Риму. З певними застереженнями полісами можна називати також фінікійські міста-держави класичного часу (зокрема, фінікійські колонії) та поселення, що їх засновували володарі Азії і Африки за грецьким або римським зразком. Зазвичай під полісом розумілося не поселення як таке, а насамперед міська громада, колектив громадян певного міста. Територія полісу складалася з міста (або міст) та сільської округи (хор), з розташованими на ній землеробськими поселеннями.

## Термінологія
Поліс — самостійна одиниця розселення, що включала центральне поселення та навколишні «села». Поліс Спарта, наприклад, був створений мережею сіл. У стародавніх греків не було поділу на міста і села. Феномен полісу виник у VIII—VII ст. до н. е. Термін «місто» має набагато пізніше походження. Метрополією ж вважалось «самостійна одиниця розселення з управлінням в центрі цього поселення» яке має свої колонії.

## Влаштування
Полісам передували міста-держави ахейців, але самі поліси більше нагадували фінікійські чи етруські міста.
Поліс складався з міста та навколишніх сіл. Його розміри зазвичай були невеликими, громадяни могли перетинати поліс щонайменше двічі впродовж дня — від домівки до місця роботи. Всі жителі знали одне одних, а громадяни вирішували спільні питання на загальних зборах. Переселенці з інших полісів і невільники не могли бути громадянами. Дійсна влада належала аристократії, саме вона зазвичай пропонувала рішення, а решта громадян лише затверджували їх голосуванням. В разі війни аристократи командували військом полісу. Більшість полісів вели свою історію від легендарних чи історичних царів. Згодом царів замінили притани чи архонти, що обиралися на певний термін, зазвичай на рік.
Антична ментальність спершу не передбачала можливості збагачення міста за рахунок майстерень і мануфактур. Але на межі V—IV ст. до н. е. поліс як спільнота громадян, що складалася з власників полісної землі (арістос), вступає у гостре протиріччя з ремісницькими та торговельними верствами (демосом), позбавленими політичних прав. Купівля і продаж земельних ділянок сприяли занепаду елітарності античного міського способу буття та його автономності.

## Філософський зміст
Арістотель зауважував, що людина, крім тілесного розвитку, формується також суспільством. Тому повноцінною вона може бути тільки серед інших людей. Призначення полісу полягає в тому, щоб створювати повноцінних людей. Для Арістотеля людина — це «політична тварина», відповідальна як за своє життя, так і життя інших людей, що живуть разом з нею.

## Поліси Північного Причорномор'я

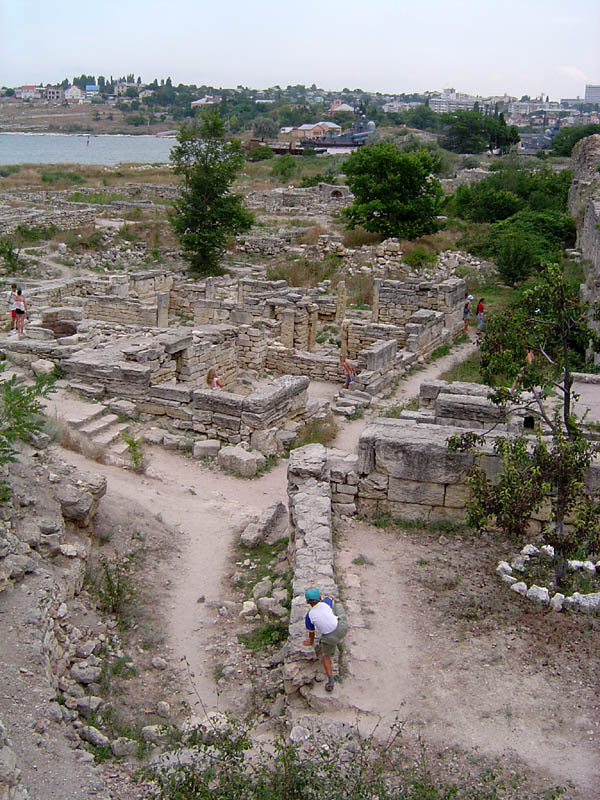
Розкопки полісу Херсонес в Криму, сучасна Україна

- Керкінітида — заснована як місто-держава у VI столітті до н. е. і проіснувала як грецька колонія майже до кінця IV століття н. е. Зараз місто Євпаторія (Автономна Республіка Крим).
- Тіра — заснована як місто-держава у VI столітті до н. е. переселенцями з грецького Мілета. Зараз місто Білгород-Дністровський (Одеської області).
- Ольвія — існувала як місто-держава з VI столітті до н. е. і до IV столітті  н. е. Заснована переселенцями з грецького Мілета. Зараз Миколаївська область.
- Борисфеніда — існувала як місто-держава у VII столітті до н. е., була найдревнішим грецьким поселенням Причорномор'я. Зараз Миколаївська область.
- Херсонес (пізніше Корсунь) — заснований у 422—420 роках до н. е. переселенцями з Гераклеї Понтійської і проіснував до XV століття  н. е. — тобто майже два тисячоліття. У V—I століттях до н. е. це було автономне місто-держава, у I—IV століттях  н. е. — аристократична республіка залежна від Риму, а з IV століття — від Візантії. Саме через Корсунь у 988 році в Київську Русь офіційно прийшло християнство візантійського обряду. Зараз історико-археологічний заповідник «Херсонес Таврійський», місто Севастополь (Автономна Республіка Крим).
- Феодосія — заснована як місто-держава у VI столітті до н. е. греками — вихідцями з Мілета, була центром торговельних зв'язків. Зараз місто Феодосія (Автономна Республіка Крим).
- Пантікапей — заснований як місто-держава у VI столітті до н. е. Зараз місто Керч (Автономна Республіка Крим).

## Похідні слова

### Терміни
- Політика — мистецтво ведення громадських справ.
- Поліція — структура, відповідальна за підтримання громадського порядку.
- Метрополіс — місто, яке заснувало свої колонії на інших землях; столиця архієпископа тощо.
- Некрополь — буквально «місто мертвих», цвинтар.
- Акрополіс — верхнє місто, цитадель.
- Триполіс — група 3-х міст.
- Пентаполіс — група 5-и міст.
- Декаполіс — десятимістя, група з 10-и міст.
- Додеполіс — група 12-и міст.
- Мегаполіс утворюється в результаті злиття кількох міст та їх передмість.
- Космополіс — велике місто з населенням різних культур.
- Технополіс — місто або його район з хай-тек індустрією.
- Екуменополіс — гіпотетичне місто, що охоплює всю планету, як правило, зустрічається в науковій фантастиці.

### Назви міст
Численні міста Греції містять другий корінь «поліс» або «полі», наприклад: Александруполіс, Ермуполіс, Мегалополіс, Петруполі, Іліуполі, Ставруполі, Аргіруполі, Неаполі, Триполі тощо.
Корінь «поліс»/«полі» зустрічається і в багатьох історичних назвах міст інших країн, наприклад: Константинополь, Персеполіс, Геліополь, Неаполь, Севтополь, Філіппополь тощо; а також сучасних — Тирасполь, Севастополь, Сімферополь, Мелітополь, Маріуполь та інші.